# Pachyneuridae
Famille
Pachyneuridae  est une famille de diptères.

## Liste des genres
Selon Catalogue of Life (1 mars 2013) :
- genre Cramptonomyia
  - Cramptonomyia spenceri
- genre Haruka
  - Haruka elegans
- genre Pachyneura
  - Pachyneura fasciata
  - Pachyneura oculata
- genre Pergratospes
  - Pergratospes holoptica

## Liste des sous-familles
Selon ITIS (1 mars 2013) :
- sous-famille Cramptonomyiinae